# Bartrebhuhn
Das Bartrebhuhn (Perdix dauurica) ist eine Art aus der Familie der Fasanenartigen, das Strauchbiotope in Waldsteppen, Steppen und Halbwüsten Innerasiens bewohnt.
Es werden zwei Unterarten unterschieden. Es ist eng mit dem Rebhuhn verwandt, das es im Osten der Paläarktis ersetzt. Die beiden Arten überlappen sich in einem großen Gebiet. Trotz der auffälligen Ähnlichkeiten kommt es aber verhältnismäßig selten zu natürlichen Hybriden.

## Erscheinungsbild
Das Bartrebhuhn erreicht eine Körperlänge von 28 bis 30 Zentimetern und wiegt zwischen 200 und 340 Gramm. Es hat einen graubraunen Schnabel und braune Augen. Die nackte Haut hinter und unter den Augen ist rot, was besonders bei den Männchen auffällt. Die Beine sind gräulich fleischfarben. Der Sexualdimorphismus ist nur sehr gering ausgeprägt. Weibchen sind grundsätzlich etwas blasser gefärbt.
Die Stirn und die Kopfseiten sowie das Kinn und die Kehle sind zimtfarben. Der hintere Nacken sowie die Nackenseiten und die Brust sind fein grau gezeichnet. In der Mitte der Unterbrust findet sich ein schwarzbrauner bis schwarzer hufeisenförmiger Fleck. Der Unterbauch ist blass bräunlich. Die Körperoberseite ist matt graubraun.
Vom Rebhuhn lässt sich das Bartrebhuhn durch den sehr dunklen (nicht bräunlichen) Bauchfleck sowie die hellrötliche Färbung auf der Brust und am oberen Abschnitt des Bauches unterscheiden.

## Verbreitungsgebiet und Lebensraum
Das Verbreitungsgebiet des Bartrebhuhns erstreckt sich über die Steppen- und Halbwüstengebiete Innerasiens von Fergana und Semiretschje bis zur Ussurimündung, im Süden bis zum östlichen Tienschan, dem Oberlauf des Gelben Flusses und den Provinzen Shaanxi und Shanxi in der Volksrepublik China. Mit dem Rebhuhn überlappt es sich in Zentralsibirien, im Westen Chinas und im Osten von Kasachstan. Es sind offenbar unterschiedliche Anforderungen an das Brutareal, die verhindern, dass die beiden Arten in diesen Regionen stärker hybridisieren. So kommt das Rebhuhn in Kasachstan beispielsweise in den Ebenen vor, während das Bartrebhuhn strauchbestandene Hänge und stärker baumbestandene Gebiete bevorzugt.
Das Bartrebhuhn bewohnt eine große Bandbreite unterschiedlicher Habitate, zeigt aber eine Präferenz für strauchbestandene oder licht baumbestandene Gebiete, die an Grasland angrenzen. Es kommt aber auch in baumbestandener Steppe, grasbewachsenen Waldlichtungen, in Strauchregionen entlang von Fließgewässern sowie in Agrarland vor. In einzelnen Gebieten kommt es auch auf semiariden Steinhängen vor, grundsätzlich meidet es aber Wüstenregionen. In Zentralasien kommt das Bartrebhuhn auch an Salzsümpfen mit Salzsträuchern vor. An den Steppenhängen von Bergen brütet es örtlich in Höhen bis zu 2400 Meter über NN.
Der größte Teil der Population sind Standvögel. Nur im äußersten Norden des Verbreitungsgebietes verlassen Bartrebhühner im Winter ihr Brutgebiet und wechseln in südlichere, schneelose Gebiete.

## Lebensgewohnheiten

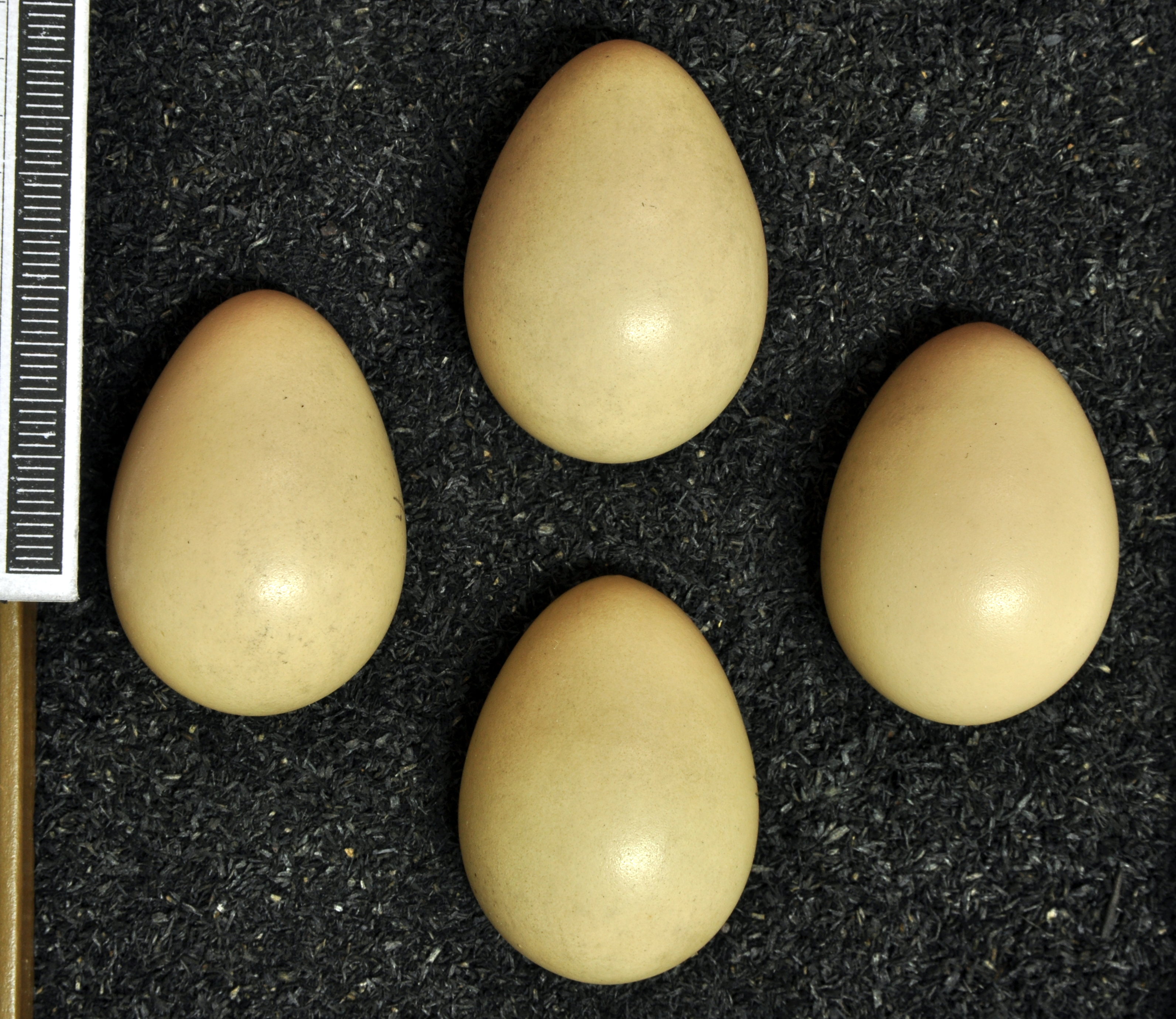
Gelege, Sammlung Museum Wiesbaden

Das Bartrebhuhn ist ein Hühnervogel, der den größten Teil des Jahres sozial lebt. Es kommt gewöhnlich in Ketten (Rebhuhnfamilien in der Jägersprache) von 15 bis 30 Individuen vor. Im Winterhalbjahr können die Ketten jedoch auch bis zu 200 Individuen (der Jäger spricht dann von Volk) umfassen. Es hat ein monogames Paarungsverhalten. Die Auflösung der Wintertrupps in einzelne Paare vollzieht sich über drei bis vier Wochen. Dabei beginnen alte Individuen etwas früher als die jungen mit der Fortpflanzung. Das Nest ist eine mit Gras, Blättern, Wurzeln und weichen Federn ausgelegte Bodenmulde. Das Gelege umfasst in der Regel 18 bis 20 Eier. Gelege mit weniger als 12 Eiern sind sehr selten. In Form und Farbe sind die Eier von den Eiern des Rebhuhns nicht zu unterscheiden. Anders als beim Rebhuhn werden die Küken vom Weibchen und vom Männchen geführt. Die Jungen können in einem Alter von einer Woche bereits flattern.

## Unterarten
- P. d. dauurica (Pallas, 1811) – östliches Kasachstan bis Mongolei und nördliches China
- P. d. suschkini Poliakov, 1915 – nordöstliches China und Russisch-Fernost[7]

## Einzelbelege
1. ↑   Madge et al., S. 229
2. ↑   Madge et al., S. 230
3. ↑   Potapov & Flint, 1989, S. 32
4. ↑   Potapov & Flint, 1989, S. 33
5. ↑   Potapov & Flint, 1989, S. 34
6. ↑   Potapov & Flint, 1989, S. 35
7. ↑  Pheasants, partridges, francolins in IOC World Bird List v10.2 ( Online)